# Chamaecrista ochnacea
Chamaecrista ochnacea är en ärtväxtart som först beskrevs av Julius Rudolph Theodor Vogel, och fick sitt nu gällande namn av Howard Samuel Irwin och Rupert Charles Barneby. Chamaecrista ochnacea ingår i släktet Chamaecrista och familjen ärtväxter.

## Underarter
Arten delas in i följande underarter:
- C. o. latifolia
- C. o. mollis
- C. o. ochnacea
- C. o. purpurascens
- C. o. speluncae